# Société académique d'agriculture, des sciences, arts et belles-lettres du département de l'Aube
La Société académique d'agriculture, des sciences, arts et belles-lettres du département de l'Aube, a été fondée en 1798 et reconnue d'utilité publique par un décret du 15 février 1853.
Elle a pour objets :
- d'éclairer, de favoriser les progrès de l'agriculture et de l'industrie,
- d'encourager et de développer le goût et l'étude des sciences, des arts et belles-lettres dans le département de l'Aube,
- de recueillir et de faire connaître tout ce qui peut être utile à l'histoire de la région,
- d'en rechercher les souvenirs archéologiques, de découvrir et de faire connaître ses ressources, ses richesses et ses beautés naturelles ou artistiques,
- de veiller à leur conservation ou à leur protection.

Elle a son siège à Troyes.

## Membres de la Société

### Anciens membres
- Louis Gabriel d'Antessanty[2]
- Henri d'Arbois de Jubainville[3]
- Anne-François Arnaud[4]
- François-Joseph Audiffred[5]
- Albert Babeau[6]
- Charles Baltet[7]
- Paul Baratte[8]
- Fernand Ogier de Baulny[9]
- Emanuel Buxtorf[10]
- Albert Caquot[11]
- Arcisse de Caumont[12]
- le général Jules Chanoine[13]
- Pierre Chevallier[14]
- Antoine-Henri-François Corrard de Bréban[15]
- Gustave Cotteau[16]
- Gabriel Groley[17]
- Charles Des Guerrois[18]
- Charles-Pierre Doyen[19]
- Pierre-Olivier Lebasteur[20]
- Guillaume Pavée de Vandeuvre[21]
- Jules Joseph Ray
- Ernest Roschach[22]
- Pierre-Prudent de Vandeuvre-Bazile